# Воронцовы
Не путать с дворянскими родами Воронец, Воронковы, Воронины, Вороновы.
Воронцо́вы — княжеский, графский и древний дворянский род, происходящий из мелкопоместного дворянства.
Род внесён в Бархатную книгу. При подаче документов (14 июня 1686), для внесения рода в Бархатную книгу, была предоставлена родословная роспись Воронцовых, за подписью Дмитрия Воронцова.
В Гербовник внесены две фамилии:
1. Воронцовы, сюда принадлежат графы Воронцовы-Дашковы и князья Воронцовы, происходящие от Фёдора Васильевича Воронца (IX колено) Африкана, сын которого, Симон Африканович прибыл в Россию в 1027 г. (Герб. Часть I № 28 и  № XI № 3).
2. Воронцовы-Вельяминовы, происшедшие от Вениамина Андреевича (XII колено) Африкана (Герб. Часть V. № 16)[4].

Графы Воронцовы записаны в V часть дворянской родословной книги Владимирской, Курской, Московской, Калужской, Санкт-Петербургской и Ярославской губерний.

## Происхождение и история рода
Официально родословная Воронцовых выводится от легендарного Шимона Африкановича, выехавшего из Варяжской земли в Киев (1027). Полной записи потомков Шимона, крестившегося как Симон не существует, но такая запись ведётся от боярина Протасия Фёдоровича. От имени его сына Вениамиана Протасьевича происходит фамилия Вельяминовы. Непосредственный родоначальник Воронцовых, внук Вельямина Протасьевича — в IX колене Федор Васильевич Воронец Вельяминов (около 1400). Боярин Воронцов Михаил Семёнович († 1539) был одним из главных деятелей в правлении Елены Глинской. Брат его боярин Фёдор-Демид казнён (1546), один из его сыновей Иван казнён (1570), а другой сын Василий убит под Венденом (1577).
С половины XV и до конца XVII века Воронцовы служили воеводами, стряпчими, стольниками, окольничими и боярами

### Графы Воронцовы
Император Карл VII возвёл (17 марта 1744) Михаила Илларионовича Воронцова в графское достоинство Римской империи.
Император Франц I пожаловал (19 января 1760) в графское достоинство Римской империи Романа Илларионовича и Ивана Илларионовича Воронцовых, перевод с оригинала диплома хранился в Герольдии. Во Высочайшему указу императора Павла I Петровича, повелено род графов Воронцовых ввести в число графских родов Российской империи (05 апреля 1797).

### Князья Воронцовы
Именным, Высочайшим указом императора Николая I Павловича (от 06 августа 1845), фельдмаршалу, графу Михаилу Семёновичу Воронцову, в воздаяние отличных и важных заслуг, оказанных Государю и Отечеству, возведён с нисходящим от него потомством в княжеское Российской империи достоинство, на которое (09 декабря 1855) пожалована ему грамота. По Высочайшему указу ему пожалован титул Светлости (март 1852).

### Воронцовы-Дашковы
Дочь Романа Илларионовича и Марфы Ивановны урождённой Сурминой — Екатерина, была замужем за князем Михаилом-Кондратием Ивановичем Дашковым. По ходатайству Екатерины Романовны её двоюродному племяннику Ивану Илларионовичу, именным Высочайшим указом императора Александра I (4 августа 1807), дозволено присоединить к своей фамилии фамилию Дашковых и именоваться графом Воронцовым-Дашковым.
Воронцовы-Дашковы записаны в V части дворянских родословных книг Московской и Петербургской губернии.

### Воронцовы-Шуваловы
Со смертью его бездетного сына, генерал-адъютанта, светлейшего князя Семёна Михайловича Воронцова (1823—1882), именным Высочайшим указом (7 июня 1882), графу Павлу Андреевичу Шувалову дозволено принять герб, титул и фамилию деда его по матери, генерал-фельдмаршала, Светлейшего князя Михаила Семёновича Воронцова и именоваться впредь Светлейшим князем Воронцовым графом Шуваловым.
Именным Высочайшим указом, (12 февраля 1886), разрешено графу Михаилу Андреевичу Шувалову, как наследнику майоратного имения, учрежденного в роде князей Воронцовых, присоединить к своему титулу, гербу и фамилии титул, герб и фамилию учредителя сего майората и именоваться впредь Светлейшим князем Воронцовым графом Шуваловым.

## Другие Воронцовы
Есть ещё другие древние дворянские роды Воронцовых.
Первый из них, происходящий от Анофрия Петровича Воронцова, испомещенного (1629), записан в VI части родословной книги Орловской губернии.
Второй род Воронцовых, ведущий начало от Бессона Тимофеевича Воронцова, испомещенного (1630), записан в VI части родословных книг Курской и Калужской губерний.
Согласно дозорной книге Одоева и Одоевского уезда (1616) дети боярские Оношко Петров сын Воронцов и Безсон Тимофеев сын Воронцов владели поместьями в Одоевском уезде. У первого в деревне Кривой и в селе Никольском Стоянове, у второго - в деревнях Бортная, Сотниково тож, и Горяиново. Вероятно, позднее Онофрей Петров сын Воронцов был испомещен в Орловском уезде, а Безсон Тимофеев сын Воронцов - в Курском уезде.
Было много детей боярских Воронцовых, испомещённых в разных городах. Одни из них служили по Арзамасу. Некоторые их потомки переселились из Арзамасского уезда в Симбирский уезд. Затем одна ветвь переселилась из Симбирского уезда в Бузулукский уезд Оренбургской губернии. Их потомки — дворяне Воронцовы — жили в Бузулукском, Бугурусланском уездах и в Самаре. Эти Воронцовы внесены в I часть дворянской родословной книги Симбирской губернии и во II часть — Самарской губернии. Один из арзамасских Воронцовых — стольник Дмитрий Лукьянович Воронцов (1686) подал родословную роспись в Разряд, в которой указывал своё происхождение от знатного варяга Шимона Африкановича и указывал, что сын казнённого боярина Фёдора-Демида Воронцова — Кирей Воронцов в опале был сослан в Арзамас, у него были сыновья Фёдор и Иван, у Ивана сын Григорий, у Григория — сын Лукьян, известный в списке десятни (1649) среди дворовых детей боярских, как один из строителей Симбирской засечной черты, который был отцом стольника Дмитрия Лукьяновича.
Семнадцать представителей рода владели населёнными имениями (1699)
Довольно много родов дворянских Воронцовых более позднего происхождения.

## Описание гербов
Герба не титулованных, дворянского рода  Воронцовых в числе Высочайше утверждённых не имеется.

### Герб рода графов Воронцовых

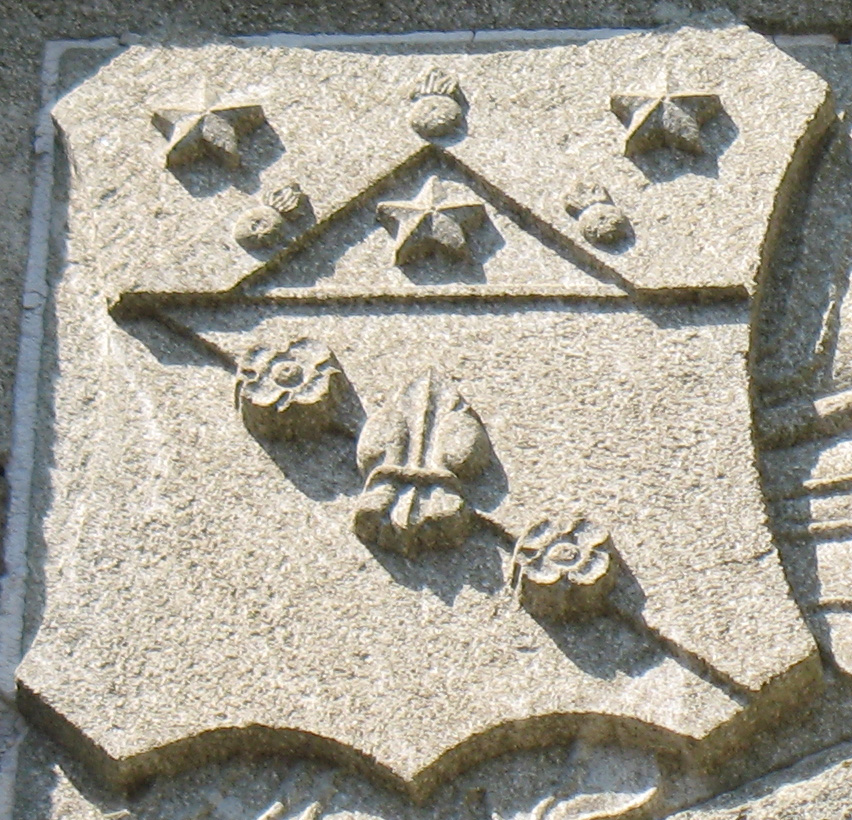
Герб рода Воронцовых, Алупкинский дворец в Крыму

Щит разделён диагональной полосой с правой стороны на две части, из которых верхняя серебряное, а нижняя красное поля имеют, и на черте две розы с одной между ними лилией переменных с полями цветов. К щиту присовокуплена чёрная вершина, на которой изображено золотое стропило с тремя гранадами, а на чёрной вершине три серебряные звезды. На щит положена графам свойственная корона, над которой изображены три турнирные коронованные шлема с золотыми обручами и достойными им клейнодами и цепью украшенные, из которых на среднем серебряном прямостоящем поставлен двуглавый орёл с короной, носом и когтями золотыми, а на правом, который наискось поставлен, по сторонам стоят шесть знамён, из которых первая красная, последняя белая, а средняя с золотыми российскими орлами. Намёт по обеим сторонам опущенный, с правой стороны чёрного и золотого цвета, в с левой красного и серебряного. Щитодержатели по сторонам стоят и передними ногами щит держат два коня белые с красными градскими на шеях коронами. Девиз: Semper Immota Fides.
Герб внесен в Общий гербовник дворянских родов Всероссийской империи, Часть 1, 1-е отделение, стр. 28.

### Герб Светлейшего князя Воронцова
Щит поделён горизонтально на две неравные чести. В верхней самой меньшей части, в чёрном поле, золотое стропило, с положенным на нём тремя горящими гранатами натурального цвета и вокруг стропила три серебряные пятиконечные звезды. Нижняя, большая часть, разделена диагонально полосой  от правого верхнего угла к нижнему левому на два поля: правое — красное, а левое — серебряное.  На этой диагональной линии положены две розы, а между ними — лилия, переменных с полями цветов. Над щитом графская корона, а на ней три дворянских серебряных шлема с золотыми обручами и цепями. На правом шлеме дворянская корона из коей выходит шесть знамён: два — красных, два — белых и два — зелёных с российскими на них орлами. На среднем шлеме графская корона и на ней чёрный императорский орёл. На левом шлеме чёрная лейб-компанская гренадерская шапка, украшенная золотым императорским орлом и тремя страусовыми перьями, из которых первое — красное, два других серебряных. По бокам по одному чёрному распростёртому орлиному крылу с тремя серебряными пятиконечными звёздами. Намёт: средний — чёрный с золотом, боковые — красные с серебром. Щитодержатели: два белых коня с красными глазами и языком и городскими на шеях коронами. Девиз: <<SEMPER IMMOTA FIDES>> (Вечно непоколебимая верность), серебряными буквами на красной ленте. Герб покрыт княжеской мантией и княжеской шапкой.
Герб внесён в Общий гербовник дворянских родов Всероссийской империи. Часть. XI. № 3.

### Герб светлейшего князя Воронцова-Шувалова
Герб Михаила Воронцова, светлейшего князя, графа Шувалова: щит поделён вертикально и имеет главу. Первая половина поделена диагонально справа налево на серебряный и красный цвета. На диагонали две розы и между ними лилия переменных с полями цветов (герб Воронцовых). В левой красной половине скачущий вправо серебряный единорог с золотыми глазами, рогом, копытами (герб Шуваловых). В чёрной главе щита золотое стропило, на нём три чёрные с красным пламенем гранаты. Над стропилом в углах две и под стропилом одна серебряные пятиконечные звезды (лейб-компанский герб). Над щитом графская корона и три серебряных шлема: на среднем — графская, на остальных — дворянские короны. Нашлемники: средний — чёрный императорский орёл с красными глазами и языком, золотыми клювами и когтями, коронованный двумя золотыми императорскими орлами. Второй — два зелёных накрест штандарта, украшенных золотыми императорскими древками. Третий — встающий серебряный единорог с золотыми глазами, рогом и копытами. Намёты: среднего шлема — чёрный с золотом, остальные — красный с серебром. Щитодержатели: справа — серебряный конь с красными глазами и языком и красной зубчатой городской короной на шее. Слева — серебряный гриф с золотыми глазами и языком. Девиз: <<SEMPER IMMOTA FIDES>> серебряными буквами на красной ленте. Герб украшен княжеской мантией и увенчан княжеской короной.
Герб внесён в Общий гербовник дворянских родов Всероссийской империи. Часть XIV. № 4.

### Гербовник А.Т. Князева
В Гербовнике Анисима Титовича Князева 1785 года имеется четыре герба рода Воронцовых:
1. Соединённый герб № 79 графа Михаила Илларионовича Воронцова и его супруги графини Анны Карловны Скавронской (1723-1775), состоящий из двух щитов под графской короной: левый щит герба сходен с Высочайше пожалованным гербом (ОГ. Часть 1 № 28). Второй герб вполне сходен с гербом графов Скавронских[11].
2. Изображённый на печати № 80 герб отличается от Высочайше утверждённых графов Воронцовых, тем что его верхняя часть гладкая, чёрная, без лейб-компанских эмблем. В таком виде герб был пожалован Роману и Ивану Илларионовичам в дипломе на графское достоинство (19 января 1760), что было исполнено римским императором Францем I по просьбе их брата Михаила Илларионовича, возведённого Карлом VII в графское достоинство и не имевших детей мужского пола. Отсутствие лейб-компанских эмблем объясняется не участием братьев в перевороте (1741) и получивших эти эмблемы по наследству после прекращения старшей графской ветви[11].
3. Изображённый на печати герб № 81, сходен с Высочайше утверждённым гербом графов Воронцовых, отнесён к гербу графа Александра Романовича, но по знакам отличия должен был отнестись к гербу его отца[11].
4. Изображенный на печати № 82 Александра Петровича Воронцова герб вполне сходен с гербом графов Воронцовых, за исключением отсутствия верхней части, общей всем лейб-кампанским гербам, так как гербовладелец принадлежал к другой ветви Воронцовых и являлся четвероюродным братом[11].
5. Герб Воронцовых опубликованный в Прибалтийском гербовнике отличается от Высочайше утверждённого наличием в среднем шлеме вместо российского двуглавого орла — чёрный австрийский двуглавый орёл, головы которого находятся в золотых кругах, а над ними корона. Кроме того. графская корона над средним шлемом заменена дворянской[11][12].
6. Публикации герба графов Воронцовых, в том числе с изменениями, без щитодержателей и т.п., а также в сочетании с гербом графов Браницких, отмечены на экслибрисах[11][13][14].

## Наиболее известные представители
- Семён Иванович Воронцов — боярин и воевода, (1505 и 1506), ходил против казанского царя Махмет-Аминя, командовал запасными полками, стоявшими на реке Угре (1514), умер († 1518)[15].
- Михаил Семёнович Воронцов — новгородский наместник, воевода и боярин[15];
- Фёдор-Демид Семёнович Воронцов — боярин и думный советник, активный участник борьбы за власть при малолетнем Иване Грозном, казнён (1546).
- Василий Фёдорович Воронцов — окольничий и воевода, убит под Венденом (1578).
- Иван Фёдорович Воронцов — казнён Иваном IV, обвинён в сношениях с новгородцами (1570).
- Иван Михайлович Воронцов — воевода, думный советник и дипломат.
- Михаил Илларионович Воронцов (1714—1767) — граф, государственный канцлер;
- Роман Илларионович Воронцов (1707—1783) — генерал-поручик и сенатор при Елизавете, генерал-аншеф при Петре Фёдоровиче, при Екатерине II, сначала в опале, а потом наместник губерний Владимирской, Пензенской и Тамбовской.
- Иван Илларионович Воронцов (1719—1786) — президент Вотчинной коллегии в Москве, генерал-поручик, сенатор, камергер. Женат на Марии Артемьевне — дочери казненного при Бироне кабинет-министра Артемия Петровича Волынского.
- Иван Илларионович Воронцов-Дашков (1790—1854) — обер-церемониймейстер при дворе императора Николая I (1789); после смерти последнего из рода князей Дашковых, с соизволения императора Александра I, в 1807 году стал называться графом Воронцовым-Дашковым.
- Александр Романович Воронцов (1741—1805) — граф и государственный канцлер;
- Семён Романович Воронцов (1744—1832) — граф, российский политический деятель и дипломат, посол в Италии, генерал от инфантерии, кавалер всех российских орденов, посол в Лондоне.
- Михаил Семёнович Воронцов (1782—1856) — граф, а с 1845 светлейший князь, генерал-фельдмаршал; почётный член Петербургской Академии наук (1826); новороссийский и бессарабский генерал-губернатор (1823—1844), в 1844—1854 наместник на Кавказе.

## Известные представители
- Воронцов Афанасий — козельский городовой дворянин (1627).
- Ларион Гаврилович Воронцов (1674—1750) — стольник и воевода в Ростове Великом[16]
- Воронцов Елизар Никитич — московский дворянин (1677).
- Воронцов Гаврила Никитич — сотник стрелецкого войска, погиб при осаде Чигирина (1678)
- Воронцов Дмитрий Лукьянович — стряпчий (1676), стольник (1686-1692).
- Воронцов Ларион Гаврилович — стольник (1692)[17][18].

## Критика
В связи с возвышением в XVIII столетии братьев Романа, Михаила и Ивана Илларионовичей Воронцовых, была сочинена легенда, согласно которой они выводили свой род от приехавшего (1027) из Норвегии Симона Африкановича, приходившегося племянником королю Гакону Слепому. Несостоятельность этой версии была доказана ещё в XIX веке.
Cуществует и иная точка зрения, согласно которой древний боярский род Воронцовых угас в XVI веке, а позднейшие графы Воронцовы лишь приписались к нему. Данную версию отстаивал в своих генеалогических исследованиях князь Петр Владимирович Долгоруков. Сочтя это оскорблением, граф (впоследствии светлейший князь) Михаил Семенович Воронцов послал князю вызов на дуэль, но поединок не состоялся. Данной точки зрения, о пресечении данного рода, придерживается и известный генеалог дворянских родов Л.М. Савёлов. Генеалог А.А. Бобринский утверждает, что хотя и князь П.В. Долгоруков и выводит род Воронцовым угасшим (1587), и что графы и князья Воронцовы происходят от другого рода, но так как в Высочайше утверждённом Гербовнике (Часть. 1. № 28) именно указано, что они принадлежат к потомству Африкана, то надо предполагать, что продолжала сосуществовать другая ветвь этого рода, о которой князь П.В. Долгоруков не упомянул.
Согласно гипотезе пинского краеведа Романа Горошкевича, пинский дворянский род Веренич-Стаховских происходящий от двух братьев, Семёна и Дмитра Воронцов (Вороничей), может быть ответвлением русского дворянского рода Воронцовых.